# 胸主动脉
胸主动脉是降主动脉的胸腔部分，起始于第四胸椎下缘，上接主动脉弓，止于第十二胸椎下缘前方的主动脉裂孔，下接腹主动脉。
胸主动脉位于后纵隔腔内，在起始段位于脊柱左侧，因此经常突入左胸膜腔，下降时逐渐接近脊柱中线，在终止段时位于脊柱正前方。
胸主动脉呈向前弯曲的形状，并具有细小的分支血管，正常成年人的胸主动脉长度为18.7厘米，直径约为1.16厘米。

## 解剖学结构

### 相对位置
降胸主动脉后面是脊柱和半奇静脉，右侧是奇静脉和胸导管，左侧是左胸膜和肺，前方有左肺根部、心包、食道和膈肌。
在胸上部时食管位于降主动脉的右侧，被神经丛覆盖；在胸下方，食道从胸主动脉前方经过，最终位于胸主动脉的左侧。

### 血管分支
胸主动脉在下降时会分出多对分支血管，按照其供血范围可分为壁支和脏支，其中壁支包括九对肋间后动脉、一对肋下动脉、一对膈上动脉，脏支包括支气管动脉、食管动脉、心包动脉。

## 功能
主动脉是将含氧血液从心脏输送到身体其他部位的动脉，它是人体最大的动脉之一。

## 临床意义

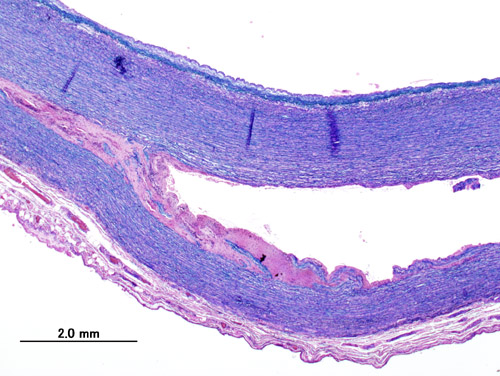
降主动脉夹层动脉瘤的组织病理学图像。受损的主动脉被手术切除并由人工血管代替。

- 主动脉夹层
- 胸主动脉瘤